# جون سيجنثالر
جون لورانس سيجنثالر (/ˈsiːɡənθɔːlər/ SEE-gən-thaw-lər ؛ 27 يوليو 1927 - 11 يوليو 2014) صحفي وكاتب وشخصية سياسية أمريكية. كان معروفًا كمدافع بارز عن الحقوق في التعديل الأول لدستور الولايات المتحدة.
انضم سيجنثالر إلى صحيفة ناشفيل ذي تينيسيان ‏ في عام 1949، واستقال في عام 1960 للعمل كمساعد إداري لروبرت كينيدي. انضم مجددًا إلى ذي تينيسيان محررًا في عام 1962، وناشرًا في عام 1973، ورئيسًا في عام 1982 قبل أن يتقاعد كرئيس فخري في عام 1991. كان سيجنثالر أيضًا مدير التحرير المؤسس لـ يو إس إيه توداي من عام 1982 إلى عام 1991. خلال هذه الفترة، عمل في مجلس إدارة الجمعية الأمريكية لمحرري الصحف ‏، ومن عام 1988 إلى 1989 كان رئيسًا لها.